# جوزيف أ. هاردي الثالث
جوزيف أ. هاردي الثالث (بالإنجليزية: Joseph A. Hardy III)‏ هو شخصية أعمال أمريكي، ولد في 6 يناير 1923.